# Dysdera roemeri
Dysdera roemeri är en spindelart som beskrevs av Embrik Strand 1906. Dysdera roemeri ingår i släktet Dysdera och familjen ringögonspindlar.
Artens utbredningsområde är Etiopien. Inga underarter finns listade i Catalogue of Life.